# Старательство

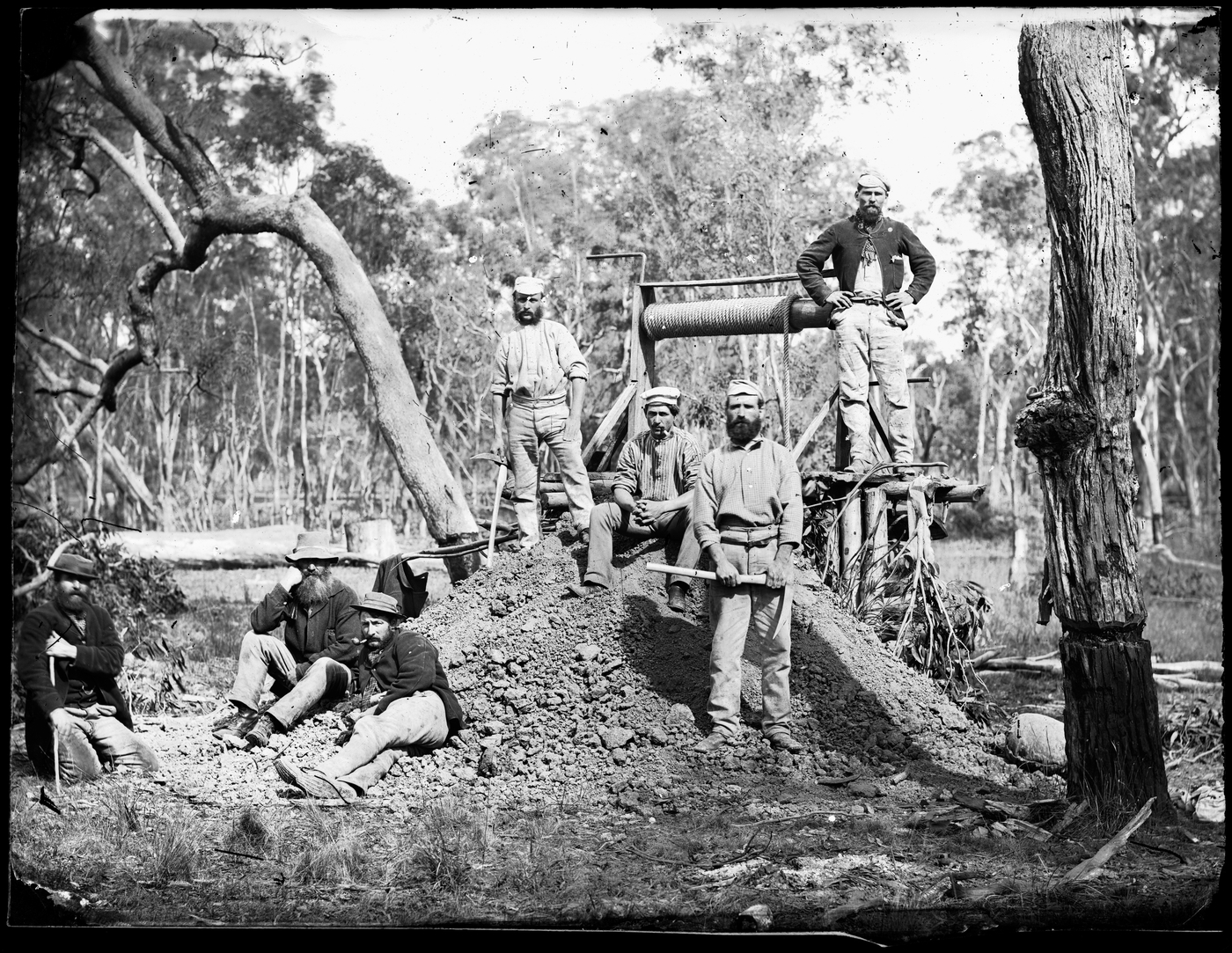
Старателі на видобувній ділянці.

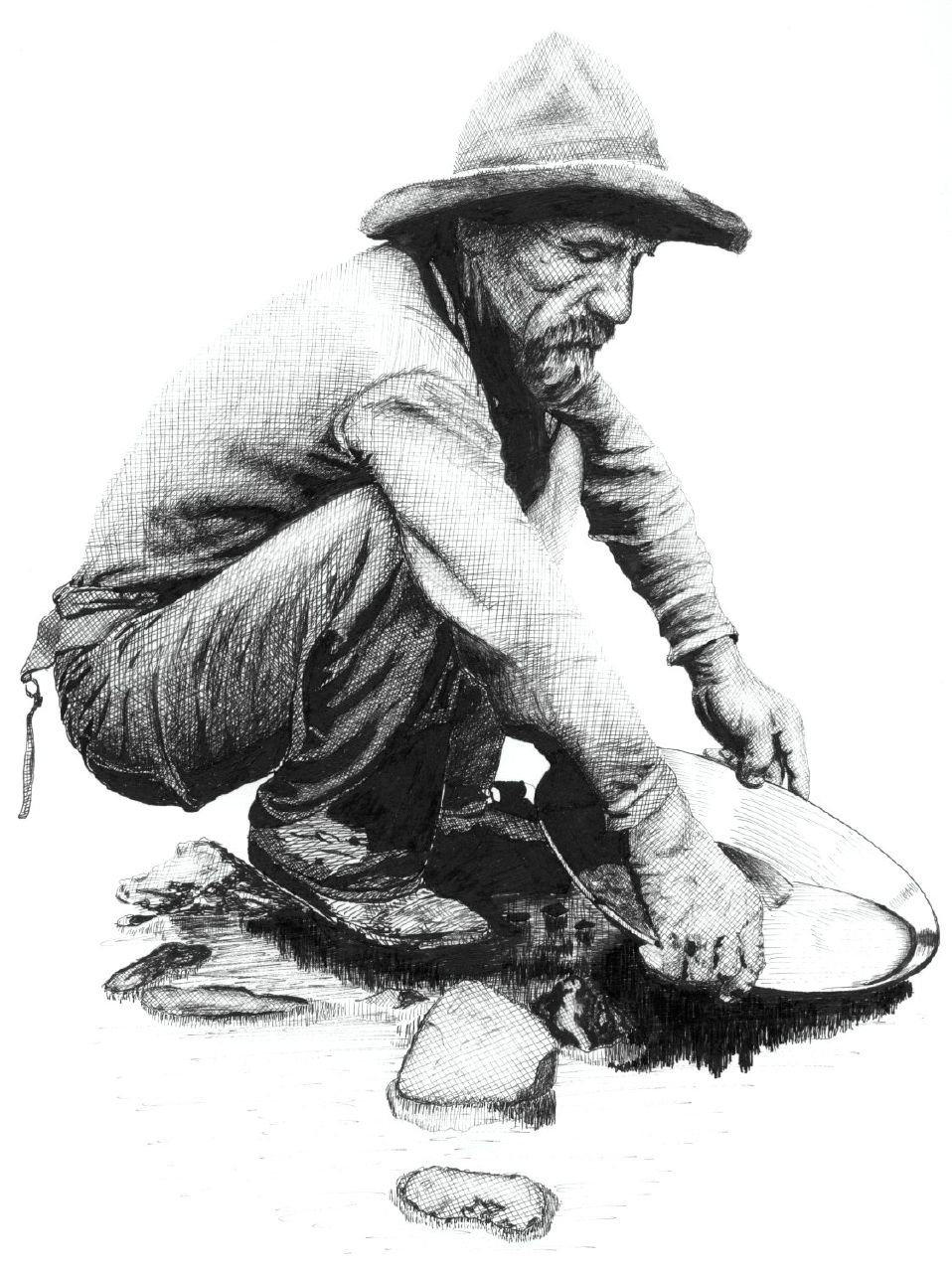
Gold prospector.jpg

Старательство (англ. gold digging, prospecting; нім. Gräberei f, Grabarbeiten f pl, Gräbereibetrieb m) — промисел, ремесло, фах, сукупність гірничо-експлуатаційних робіт старателів — людей, що добувають золото, платину, олово, вольфрам, бісмут, інші цінні кольорові метали, а також слюду, кварц-полевошпатові мінерали та ін. корисні копалини. 
Старательні роботи ведуться на родовищах або окремих ділянках, де гірничодобувне підприємство вважає недоцільним механізований видобуток. Старателі працювали і працюють до сьогодні поодинці або невеликими артілями. Екіпіровка старателя-копача з давніх-давен включала зброю, кирку, лопати, промивне переносне обладнання (ківш, таріль тощо). Старательство у різні часи було розвинене практично на всіх континентах. Найбільш відомі старательські роботи з видобутку дорогоцінних металів, під час так званих «золотих лихоманок» — в Каліфорнії, у Сибіру, на Алясці, в Австралії і т. д.

## Цікаво
Конструкція мисок (тарілей) в яких промивали золото не є такою простою. Ще Г. Агрікола описує її так: «Деякі користуються для промивання мискою з борозенками на дні, на кшталт равликових, і з рівним гирлом, через яке вода виливається, причому це гирло всередині миски, де до нього ведуть згадані борозенки, вужче тієї його частини, з якої вода витікає назовні.» (De Re Metallica, 1556 р.)